# Anna Dreber Almenberg
Anna Dreber Almenberg, född 19 oktober 1981, är en svensk nationalekonom och innehar sedan 2016 Johan Björkmans professur i nationalekonomi på Handelshögskolan i Stockholm.

## Karriär
Dreber Almenberg disputerade i nationalekonomi vid Handelshögskolan i Stockholm 2009, varefter hon började på Swedish Institute for Financial Research (SIFR). 2011 började hon arbeta på nationalekonomiska institutionen på Handelshögskolan, först som forskarassistent 2011-2014 och docent 2014-2016. 2016 blev hon utsedd till den första kvinnliga professorn i nationalekonomi på Handelshögskolan i Stockholm och innehar sedan dess Johan Björkmans professur i nationalekonomi. Dreber Almenberg är sedan 2006 verksam på Harvard University, och sedan 2018 på Universität Innsbruck.

## Forskning
Dreber Almenberg forskar inom beteendeekonomi. Hon har ofta ett tvärvetenskapligt angrepp i sina studier har samarbetat med bland annat biologer, antropologer och psykologer. Dreber Almenberg arbetar också mycket med öka tillförlitligheten i forskningsresultat och hur man kan förutse dem.

## Priser och utmärkelser
Dreber Almenberg erhöll 2012 Partnerprogrammets forskarpris vid Handelshögskolan i Stockholm och är sedan 2013 Wallenberg Academy Fellow. Hon är ledamot av Sveriges unga akademi under perioden 2016–2021 och blev 2017 ledamot av Kungliga Ingenjörsvetenskapsakademien. År 2019 erhöll hon Assar Lindbeck-medaljen vilken utdelas av Nationalekonomiska Föreningen vartannat år till den främsta svenska nationalekonomiska forskaren under 45 år. 2021 blev hon medlem av Kungliga Vetenskapsakademien.

## Familj
Dreber Almenberg är dotter till den tidigare politikern Agneta Dreber (Folkpartiet).